# Haláčovce
Haláčovce (ungarisch Halács) ist eine Gemeinde im Westen der Slowakei mit 349 Einwohnern (Stand 31. Dezember 2024), die zum Okres Bánovce nad Bebravou, einem Teil des Trenčiansky kraj, gehört.

## Geographie

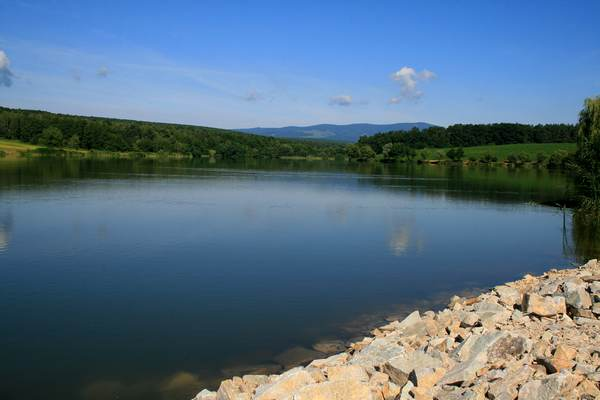
Stausee Haláčovce

Die Gemeinde befindet sich im Nordteil des Hügellands Nitrianska pahorkatina am Mittellauf des Baches Haláčovka im Einzugsgebiet der Bebrava. Oberhalb des Ortes ist der Bach im kleinen Stausee Haláčovce gestaut. Das Ortszentrum liegt auf einer Höhe von 220 m n.m. und ist sieben Kilometer von Bánovce nad Bebravou entfernt.
Nachbargemeinden sind Veľké Držkovce im Norden, Veľké Chlievany im Osten, Otrhánky im Süden, Veľké Hoste im Südwesten und Pochabany im Westen.

## Geschichte

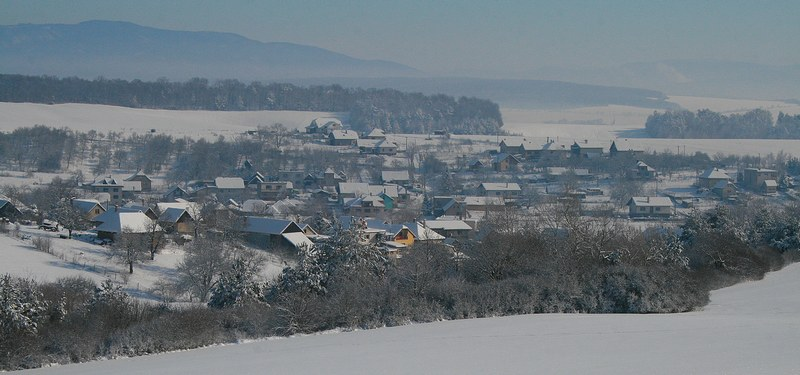
Blick auf Haláčovce im Winter

Haláčovce wurde zum ersten Mal 1407 als Halach schriftlich erwähnt und war Besitz des örtlichen Landadels. 1598 standen sieben Häuser im Ort, 1784 hatte die Ortschaft 25 Häuser, 34 Familien und 120 Einwohner, 1828 zählte man 11 Häuser und 115 Einwohner, die als Landwirte beschäftigt waren.
Bis 1918 gehörte der im Komitat Trentschin liegende Ort zum Königreich Ungarn und kam danach zur Tschechoslowakei beziehungsweise heute Slowakei.

## Bevölkerung
| Jahr                | 1994 | 2004     | 2014     | 2024    |
| ------------------- | ---- | -------- | -------- | ------- |
| Anzahl der Personen | 285  | 322      | 367      | 349     |
| Unterschied         |      | +12,98 % | +13,97 % | −4,90 % |

| Jahr                | 2023 | 2024    |
| ------------------- | ---- | ------- |
| Anzahl der Personen | 351  | 349     |
| Unterschied         |      | −0,56 % |

Nach der Volkszählung 2011 wohnten in Haláčovce 345 Einwohner, davon 331 Slowaken und zwei Tschechen. 12 Einwohner machten keine Angabe zur Ethnie.
298 Einwohner bekannten sich zur römisch-katholischen Kirche und zwei Einwohner zur Evangelischen Kirche A. B.; acht Einwohner bekannten sich zu einer anderen Konfession. 16 Einwohner waren konfessionslos und bei 17 Einwohnern wurde die Konfession nicht ermittelt.